# Franz de Bavaria
Prințul Franz de Bavaria (germană Franz Maria Luitpold Prinz von Bayern; 10 octombrie 1875 – 25 ianuarie 1957) a fost membru al Casei de Wittelsbach și general maior în armata bavareză.

## Biografie
A fost al treilea fiu al regelui Ludovic al III-lea al Bavariei și a soției acestuia, Maria Theresa de Austria-Este. Inițial, Franz a fost comandant al regimentului de infanterie König, însă cu puțin timp înaintea izbucnirii Primului Război Mondial a primit comanda unei brigăzi de infanterie. Prințul Franz a condus brigada spre victorii la Fort Douaumont, Bătălia de la Passchendaele și Kemmelberg.

### Căsătorie
La  12 iulie 1912 Prințul Franz s-a căsătorit cu Prințesa Isabela Antonie de Croÿ, fiica Ducelui Karl Alfred de Croÿ și a Prințesei Ludmila de Arenberg. Nunta a avut loc la palatul Weilburg din Baden în apropiere de Viena, Austro-Ungaria. Cuplul a avut șase copii:
- Prințul Ludwig de Bavaria (1913–2008); s-a căsătorit cu Prințesas Irmingard de Bavaria (1923–2010).
- Prințesa Maria Elisabeta de Bavaria (1914–2011); s-a căsătorit cu Prințul Pedro Henrique de Orléans-Braganza (1909–1981).
- Prințesa Adelgunde Maria de Bavaria (1917–2004); s-a căsătorit cu baronul Zdenko von Hoenning-O'Carroll (1906–1996).
- Prințesa Eleonore Marie de Bavaria (1918–2009); s-a căsătorit cu contele Konstantin de Waldburg-Zeil (1909–1972).
- Prințesa Dorothea Therese de Bavaria (1920–2015[1]); s-a căsătorit cu Arhiducele Gottfried de Austria (1902–1984).
- Prințul Rasso de Bavaria (1926–2011);  s-a căsătorit cu Prințesa Theresa de Bavaria (n. 1931).